# Consumidor proactiu
Un consumidor proactiu (en l'anglès prosumer) és el consumidor ben informat que és actiu en la difusió d'un determinat producte a través de la seua recomanació a grups familiars, relacionals o professionals, a més col·labora en el desenvolupament i millora del producte a través dels canals de comunicació del productor dissenyat a l'efecte.
De vegades, s'autorganitzen per a intercanviar informació, ajudant-se mútuament, etc., o bé utilitzen els fòrums creats per la mateixa empresa per a tal fi.
El comportament del prosumer indica tendències emergents, tendències que les organitzacions han de gestionar adequadament participant de forma activa en els mitjans 2.0 (sense abandonar els mitjans tradicionals), donant a conèixer les seves pràctiques associades a la sostenibilitat, i adaptant-se als nous codis de servei. Així mateix, es tracta habitualment d'un consumidor exigent, que és capaç d'avaluar els pros i contres de l'elecció de diferents tipus de tecnologia, obtenint la informació pels seus propis mitjans o formació.

## Definició de consum proactiu
El consum proactiu es pot definir com una activitat que afegeix valor a un producte, material en estat natural, servei o al coneixement en si mateix, o bé, que serveix de suport a nivell biològic i sistèmic per a l'existència d'activitats remunerades (per exemple el treball a la llar o el voluntariat). Tot i que en principi no implica una transacció monetària, pot mesurar-se el seu preu amb relació a la seva oferta al mercat (en cas d'existir), el que implica que aquesta activitat pot passar també a l'economia monetària; en aquest cas, deixa de ser consum proactiu.
Algunes de les seves variants impliquen una agregació de valor que se sostreu als costos de producció d'una empresa i que implica un estalvi monetari al client, en realitzar, aquest últim, un treball que abans era realitzat per persones dependents de l'empresa (muntatge i reparació de mobles i electrodomèstics, col·laboració en el disseny de productes, publicitat sobre la base de recomanacions, etc.). L'aparició d'eines complexes però de fàcil ús o de tecnologies a l'abast de tothom (càmeres de vídeo, talladores de pastura, etc.) han incentivat el traspàs d'activitats abans realitzades per tercers de forma remunerada, cap a l'activitat poactiva i el treball per a un mateix.
És una activitat voluntària i que requereix compromís, esforç i temps. L'aparició d'internet ha donat un nou èmfasi a la mateixa, potenciant el treball proactiu a través de xarxes de col·laboració, que afegeixen valor de manera col·lectiva, incentivant la innovació i compartint coneixements que acceleren els cicles econòmics i tecnològics. La seva aparició es lliga amb els canvis en les formes de producció de tipus fordista a les postfordistes, que produeixen cada vegada més sobre la base de les demandes específiques dels usuaris.

## Origen
El 1972, Marshall McLuhan i Barrington Nevitt van suggerir, en el seu llibre Take Today (pàg. 4), que amb la tecnologia electrònica el consumidor podria arribar a ser productor al mateix temps. En el llibre de The Third Wave de 1980, el futuròleg Alvin Toffler va encunyar el terme prosumer quan va fer prediccions sobre els rols dels productors i els consumidors, tot i que ja s'havia referit al tema des de 1970 en el seu llibre Future Shock. Toffler preveia un mercat altament saturat de producció en massa de productes estandarditzats per satisfer les demandes bàsiques dels consumidors, en el qual, per mantenir el creixement dels guanys, les empreses podrien iniciar un procés de mass customization (personalització en massa), referint-se a la producció a gran escala de productes personalitzats, i descrivint l'evolució dels consumidors, involucrats en el disseny i manufactura dels productes. A més, Toffler va argumentar que cada individu tindria el control dels béns i serveis que siguin del seu consum, una vegada que l'era industrial acabés.
No obstant això, per assolir un alt grau de personalització, els consumidors haurien de prendre part en el procés de producció, especialment especificant els requisits de disseny. D'alguna manera, això seria senzillament una extensió o massificació d'algunes classes de relacions existents per molts anys entre clients i professionals.
Toffler va predir bé aquestes i moltes altres idees per al segle XXI. Gràcies a altres treballs publicats recentment com Revolutionary Wealth de 2006, es pot reconèixer i valorar el concepte i l'existència del prosumer a escala mundial. Tot i que aquests conceptes estan tenint impacte i abast global, es poden mesurar parcialment per la popularitat de Toffler a la Xina. De fet, Toffler va esmentar al juny de 2006 que The Third Wave és el segon llibre més venut de tots els temps a la Xina, tan sols darrere del Petit llibre vermell de Mao Zedong.
Don Tapscott va aprofundir més en el concepte en el seu llibre The Digital Economy de 1995, fent servir la paraula Prosumption. Més recentment, The Cluetrain Manifesto va anotar que "markets are conversations" - els mercats són converses - amb la nova economia movent-se des consumidors passius cap a prosumers actius. Per exemple, Amazon va emergir com a líder de comerç electrònic - en part a causa de la seva habilitat per construir relacions entre els clients en forma de converses més que simples, one-time sales. Amazon afavoreix l'intercanvi d'informació entre clients.
No obstant això, la personalització massiva no s'ha presentat en la majoria de les àrees de l'economia. La major part del consum continua sent passiu, les persones generalment estan desinteressades a fer esforços per personalitzar els innombrables productes i serveis que componen la cultura de consum moderna. A The Paradox of Choice: Why More is Less, Barry Schwartz argumenta que els rendiments decreixents, generats com a resultat d'una confusió generada per l'abundància en les opcions d'elecció dels consumidors, estan produint estrès i insatisfacció.

## Actualitat
Actualment, el terme s'aplica a aquells usuaris que exerceixen de canals de comunicació humans, el que significa que, al mateix temps que són consumidors, són al seu torn productors de continguts. Un prosumer no té finalitats lucratives, només participa en un món digital d'intercanvi d'informació, tal és el cas del P2P, xarxes entre parells o iguals. Fins i tot hi ha a la xarxa pàgines de tutorials que instrueixen als usuaris a realitzar certes tasques per tal d'impulsar el desenvolupament i producció al web (és el cas de la mateixa Viquipèdia, els continguts els confeccionen/editen els mateixos usuaris sense una remuneració a canvi).
La paraula prosumer descriu perfectament a milions de participants en la revolució del Web 2.0, ja que són cada vegada més les persones involucrades que pugen informació a la xarxa i al seu torn són consumidors de la mateixa, creant així un ventall d'informació en tots els sentits.
En aquesta web 2.0 podem trobar nombrosos projectes centrats en la figura del prosumer, com és el cas de iStockphoto, o l'empresa Lego amb Mindstorms. Companyies com Sony utilitzen el terme prosumer per descriure a usuaris de càmeres de vídeo que creen els seus propis documentals amb la finalitat de compartir-los. Així, el terme s'aplica també a noves tecnologies que ofereixen facilitat i compatibilitat amb l'usuari.
Aquesta tendència de produir i consumir es deu al context digital en què vivim, on el desenvolupament de la tecnologia, aplicada a les xarxes de comunicació, permet tenir major accés a qualsevol tipus d'informació, sense que les barreres geogràfiques siguin un impediment.
El prosumidor s'assembla al model emrec (emissor-receptor) de Jean Cloutier on hi ha una cadena de transmissió i resposta d'informació entre emissor i receptor. Cloutier dona per fet que els nous mitjans permeten a qualsevol usuari ser alhora emissor i receptor de missatges.
El 2008, es crea a Colòmbia la xarxa de prosumers Prosunet amb el propòsit de servir d'eina de consulta a tots els prosumers del planeta i convertir-se en el primer sistema de compra intel·ligent. Encara que la xarxa tot just està començant, les projeccions de creixement són molt positives, principalment pel fort vincle amb les tecnologies de la informació i el comerç electrònic.
A nivell mundial, al febrer de 2007 ja havia nascut la Xarxa Internacions de Prosumers que aglutina consumidors que busquen passar del sistema passiu comprar-pagar a un altre més actiu com és el de comprar-pagar-promoure-guanyar